# 反瓣虾脊兰
反瓣虾脊兰（学名：Calanthe reflexa）为兰科虾脊兰属下的一个种。原产于中国、 日本。喜温暖湿润和阳光充足环境。较耐寒．耐半阴，不耐干旱和高温， 夏季宜凉爽。要求疏松肥沃和排水良好的腐叶土或泥炭苔藓上。

## 扩展阅读
- 維基物種上的相關：反瓣虾脊兰